# Weißsteiß-Tamarin
Der Weißsteiß-Tamarin oder Lönnberg-Tamarin (Saguinus pileatus pluto) ist eine Unterart des Rotkappentamarins (Saguinus pileatus) aus der Familie der Krallenaffen (Callitrichidae). Er kommt südlich des Amazonas zwischen dem Unterlauf des Rio Purus im Osten und dem Rio Coari im Westen, direkt östlich des Verbreitungsgebietes der Nominatform des Rotkappentamarins vor. Südlich reicht das Verbreitungsgebiet bis zum Rio Tapauá.

## Merkmale
Der Weißsteiß-Tamarin ist, wie alle Tamarine, ein relativ kleiner Primat. Genaue Messungen liegen jedoch nicht vor. Er ist weitgehend schwarz oder schwärzlich gefärbt. Kopf und Gesicht, mit Ausnahme des weißen Bereichs um Maul und Nase, die Arme, die Oberseiten von Händen und Füßen und der Schwanz sind völlig schwarz. Kehle, Brust und Bauch sind braunschwarz. Die Schultern, der Rücken und die Beine sind schwärzlich mit einer durchscheinenden hellbraunen bis gelblichen Sprenkelung, die durch eine hellbraune bis gelbliche Zone in den einzelnen Haaren hervorgerufen wird. Der Steiß ist weiß.

## Lebensraum
Der Weißsteiß-Tamarin lebt in Tieflandregenwäldern, vor allem in Terra-Firme-Wäldern. Von den Flüssen überflutete Waldgebiete werden in der Regel gemieden, in durch menschliche Einflüsse mehr oder weniger beeinträchtigte Wälder kommt er jedoch vor, auch in der Nähe menschlicher Ansiedlungen. In seinem Verbreitungsgebiet lebt der Weißsteiß-Tamarin sympatrisch mit dem Braunrückentamarin (Leontocebus fuscicollis).

## Systematik
Der Weißsteiß-Tamarin wurde 1926 durch den schwedischen Zoologen Einar Lönnberg unter der Bezeichnung Mystax pluto erstmals wissenschaftlich beschrieben. Die Mammalogen Philip Hershkovitz und Colin Groves ordneten ihn 1968 und 2001 als Unterart des Schnurrbarttamarins (Saguinus mystax) ein, was im Primatenband des Handbook of the Mammals of the World so übernommen wurde. Im Januar 2023 wurde der Weißsteiß-Tamarin jedoch im Rahmen einer Bearbeitung der mystax-Artengruppe der Gattung Saguinus dem Rotkappentamarin als Unterart zugeordnet, unter anderem weil das Verbreitungsgebiet des Weißsteiß-Tamarins und das des Schnurrbarttamarins durch das Verbreitungsgebiet des Rotkappentamarins voneinander getrennt sind. Zukünftige Untersuchungen könnten aber dazu führen, dass auch der Weißsteiß-Tamarin den Status einer eigenständigen Art erhält.

## Gefährdung
Es sind keine Gefährdungen bekannt, die IUCN listet den Weißsteiß-Tamarin als „nicht gefährdet“ (least concern).